# Erin go Bragh

Bandera del Batalló de Sant Patrici amb el lema Erin go Bragh

Erin go Bragh ([ˌɛrɪn ɡə ˈbrɑː]), de vegades Erin go Braugh, és l'anglesització d'una frase en gaèlic irlandès, Éirinn go Brách, la qual es fa servir per a expressar lleialtat a Irlanda. Es pot traduir al català com a «Irlanda per sempre» (en anglès, "Ireland forever"), per bé que el significat literal de go Brách en gaèlic és "fins al Judici Final".
La frase és equivalent a l'eslògan escocès Alba gu bràth («Escòcia per sempre») o el gal·lès Cymru am byth («Gal·les per sempre»). També el moviment nacionalista de Bretanya Sav Breizh es fonamentava en una frase semblant en bretó, en aquest cas «Amunt Bretanya».

## Origen
Erin go Bragh és una corrupció anglesa de l'original en gaèlic Éirinn go Brách.
La grafia estàndard en irlandès és Éire go Brách, pronunciat [ˈeːrʲə ɡə brɑːx]. Tanmateix, Éirinn (que roman com a cas datiu en l'estàndard modern) és una forma històrica emprada en el lloc d'Éire en dos dialectes; aquest és l'origen de l'anglicitzat Erin. A tots els altres dialectes la distinció entre el nominatiu-acusatiu Éire i el datiu Éirinn s'ha mantingut diferenciada. Aquest canvi lingüístic (formes datives reemplaçant-ne de nominatives) és comú entre substantius irlandesos de la segona i cinquena declinació.
El terme brách és equivalent a "eternitat" o "fi dels temps", la qual cosa vol dir que la frase es pot traduir literalment com a "Irlanda fins a l'eternitat" o "Irlanda fins a la fi (dels temps)" -"Ireland until eternity" o "Ireland until the end (of time)" en anglès. Éire go Bráth (o Éirinn go Bráth) també es fan servir en irlandès i volen dir el mateix. Go és una preposició, traduïble per "fins a" (to, till/until, up to. en anglès).

## Ús

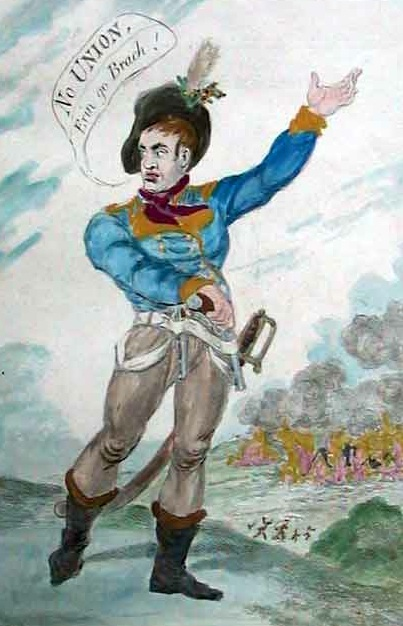
Cartoon de 1798 representant el polític Henry Grattan

### Nacionalisme a la diàspora
Amb el temps, la frase es va anar anglesitzant. Cap al 1847 ja era usual la variant "Erin Go Bragh". Aquell any, un grup de voluntaris irlandesos, entre ells alguns desertors de l'exèrcit dels Estats Units d'Amèrica, van passar al bàndol mexicà durant la guerra entre els Estats Units i Mèxic. Aquests soldats, coneguts com a Los San Patricios o Batalló de Sant Patrici, duien com a estendard una bandera verda amb una arpa, amb el lema "Erin Go Bragh" a sota. El nacionalisme irlandès ha fet servir diverses variacions del disseny d'aquesta bandera al llarg de la història.
El 1862, quan un gran nombre de famílies a les terres de Lord Digby, prop de Tullamore al comtat d'Offaly, van anunciar que volien emigrar, un capellà local, el pare Paddy Dunne, va organitzar un viatge cap a Austràlia per a 400 persones. Es va noliejar un vaixell de la Black Ball Line i se'l va anomenar Erin-go-Bragh. El viatge de l'Erin-go-Bragh, una "banyera esbojarrada i amb fuites", va durar 196 dies, el viatge a Austràlia més llarg mai registrat. Un passatger li va posar al vaixell el malnom d'"Erin-go-Slow" ("Irlanda va a poc a poc" en anglès). El vaixell va arribar a la badia de Moreton, Queensland, prop de Brisbane.

### Unionisme
A la fi de dècades de negociació sobre el Home Rule d'Irlanda, a finals del segle xix, el Partit Unionista Irlandès (Irish Unionist Party) va utilitzar el lema en un estendard en una de les seves convencions, expressant el seu orgull de ser irlandesos.

### Esport
A finals del segle xix, el club de futbol d'Edimburg Hibernian F.C. va adoptar 'Erin Go Bragh' com a lema i va guarnir les seves samarretes en consonància. Fundat el 1875 per irlandesos residents a Edimburg i l'església catòlica local, St Patrick's, les samarretes del club incloïen una arpa d'or sobre fons verd. La bandera encara es pot veure actualment a molts partits de l'Hibernian.
El 1887 es va crear un club d'esports gaèlics a Clonsilla, Dublín, anomenat "Erin go Bragh GAA". També hi ha un club Erin go Bragh GAA a Warwickshire, Anglaterra.
El 1906, tres irlandesos van anar a Atenes per a competir als Jocs Olímpics d'aquell any com a equip irlandès independent del de la Gran Bretanya. Duien uniformes diferents i pretenien competir per primera vegada com a representants del seu propi país. Un cop a Atenes, els irlandesos s'assabentaren que el comitè britànic havia decidit que havien de competir sota la bandera britànica. Peter O'Connor va guanyar la medalla d'argent en salt de llargada. Quan estava a punt de rebre la medalla, es va precipitar cap al màstil de la bandera, s'hi va enfilar i va fer-hi onejar la bandera Erin Go Bragh, ja que la tricolor encara no gaudia d'acceptació general. Els altres atletes irlandesos i un cert nombre d'atletes irlandeso-nord-americans es van allunyar de l'espai de seguretat durant uns minuts mentre la bandera onejava. Va ser la primera vegada que una bandera irlandesa havia estat onejada en un esdeveniment esportiu.

### Altres usos

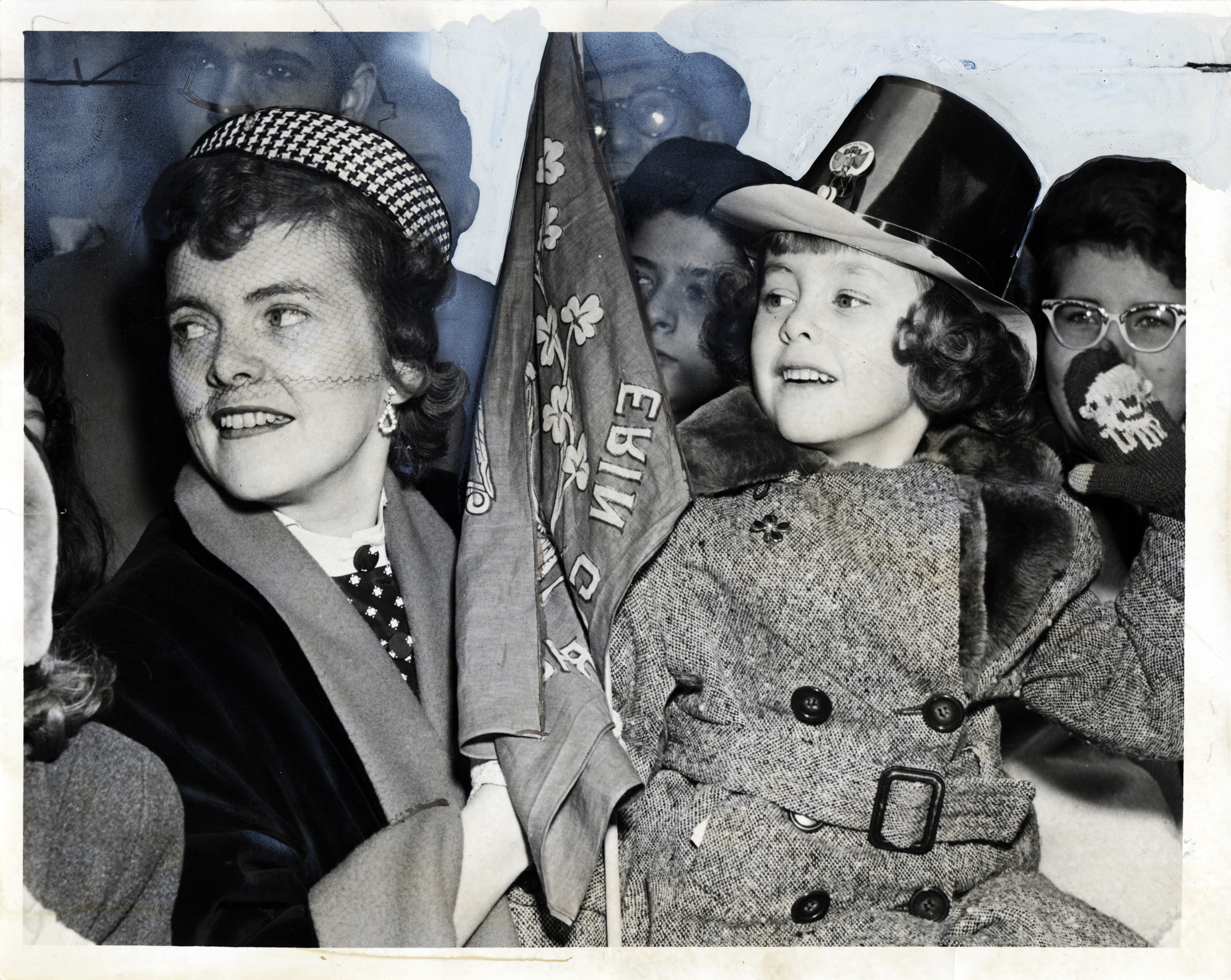
Mare i filla amb un estendard "Erin Go Bragh" durant la desfilada del Dia de Sant Patrici a Nova York el 1951

- Una cançó tradicional escocesa del segle xix titulada "Erin-go-Bragh" explica la història d'un escocès de les Highlands que és pres per irlandès. Els dos primers versos[11] fan així:

| «                               | Original: My name's Duncan Campbell from the shire of Argyll I've travelled this country for many's the mile I've travelled through Ireland, Scotland and a' And the name I go under's bold Erin-go-bragh One night in Auld Reekie as I walked down the street A saucy big polis I chanced for to meet He glowered in my face and he gi'ed me some jaw Sayin' "When cam' ye over, bold Erin-go-bragh?" | » |
| — Cançó escocesa del segle xix. | |   |

| « | En català: El meu nom és Duncan Campbell del comtat d'Argyll He viatjat per aquest país moltes milles He viatjat per Irlanda, Escòcia i e' I el nom sota el qual vaig és l'intrèpid Erin-go-bragh Una nit a Auld Reekie mentre caminava pel carrer Un gran policia murri amb qui em vaig creuar Em va bufetejar i em va clavar cops de puny Tot dient "Quan podràs travessar, audaç Erin-go-bragh?" | » |

- El 1969, el grup The Wolfe Tones va incloure una cançó anomenada "Erin Go Bragh" al seu LP Rifles of the IRA. La cançó explica la història d'un aixecament a Irlanda, parlant del coratge dels combatents irlandesos. Els sis versos de la cançó acaben amb "Erin Go Bragh".

- Una versió de la cançó tradicional escocesa obre l'àlbum de 1981 de Dick Gaughan Handful of Earth.[13]

- Hercule Poirot fa servir l'expressió a l'adaptació televisiva de 1990 de "The Kidnapped Prime Minister", d'Agatha Christie, en què Poirot sospita d'una connexió irlandesa.

- Andy Irvine també va gravar la versió de Gaughan d'aquesta cançó, amb Patrick Street, al seu àlbum del 2007 On the Fly.

- L'expressió fou parafrasejada en un joc de paraules, Erin go broke ("Irlanda se'n va a la fallida"), a un titular del The New York Times escrit per l'economista Paul Krugman, referint-se a la crisi financera irlandesa post-2008.[14]

- A la pel·lícula del 2009 The Boondock Saints II: All Saints Day, el personatge que interpreta Norman Reedus, Murphy MacManus, diu que la frase vol dir "estàs fotut" en irlandès ("It's Irish for, 'you're fucked.'").[15]